# Oceà Antàrtic

Els diversos mars de l'Antàrtida

L'oceà Antàrtic, també anomenat oceà Glacial Antàrtic, és la massa d'aigua que envolta el continent antàrtic. És el quart més gran del món (només és més petit l'oceà Àrtic) i l'últim que va ser definit, ja que no fou fins a la primavera de l'any 2000 que l'Organització Hidrogràfica Internacional va definir un cinquè oceà a partir de les porcions meridionals dels oceans Atlàntic, Índic i Pacífic. El nou oceà s'estén des de la costa de l'Antàrtida fins als 60 graus de latitud sud, que coincideix amb el límit del Tractat Antàrtic.

## Geografia
L'oceà Antàrtic inclou el Corrent Circumpolar Antàrtic (que circula al voltant de l'Antàrtida), el Mar d'Amundsen, el de Bellingshausen, parts del Passatge de Drake, el Mar de Ross, el de Cooperació, el de Cosmonautes, una part petita del Mar de Scotia, i el Mar de Weddell. La seva àrea total comprèn 20.327.000 quilòmetres quadrats.
L'oceà Antàrtic difereix dels altres oceans en que és l'únic que no es delimita per masses continentals i les seves projeccions, sinó que és un continu amb els oceans Atlàntic, Índic i Pacífic. Això és així per la singularitat del corrent circumpolar, únic que fa la volta al planeta i que aïlla físicament les seves aigües de les de la resta de mars veïns, creant un conjunt de característiques físiques, químiques i ambientals coherent amb la seva individualització com oceà.
Diversos processos operen al llarg de la costa de l'Antàrtida per produir, a l'oceà Austral, alguns tipus de massa d'aigua que no es troben en altres parts dels oceans de l'hemisferi sud. Una d'elles és l'aigua antàrtica de fons, molt freda, d'alta salinitat i de densitat elevada, que es forma sota mar de gel.
L'Oceà del Sud, geològicament el més jove dels oceans, es va formar quan l'Antàrtida i Amèrica del Sud van separar-se amb l'obertura del Passatge de Drake, fa aproximadament 30 milions d'anys. La separació dels continents va permetre la formació del Corrent Circumpolar Antàrtic.

### Illes
Per la naturalesa del seu sòl, l'oceà Austral té poques illes, amb excepció d'aquelles situades al continent antàrtic. No obstant això, podem citar:
- les Illes Balleny: formen una cadena d'illes deshabitades, al límit del cercle polar antàrtic. (66° 55′ S, 163° 45′ E / 66.917°S,163.750°E)
- l'Illa Bouvet: és una illa sota sobirania noruega situada a l'Atlàntic Sud, a 1.600 km de les costes de la Terra de la Reina Maud. (54° 26′ S, 3° 24′ E / 54.433°S,3.400°E)
- l'Illa Joinville: és la més gran de l'arxipèlag d'illes subantàrtiques del mateix nom, que s'estén a l'extrem nord-est de la Península Antàrtica. (63° 15′ S, 55° 45′ O / 63.250°S,55.750°O)
- les Illes Òrcades del Sud: són un arxipèlag antàrtic ubicat entre els 60° 50′ i els 60° 83′ de latitud sud, i entre els 44° 25′ i els 46° 26′ de longitud oest.
- l'Illa Pierre 1er:
- l'Illa Scott: és una petita illa deshabitada d'origen volcànic que es troba al mar de Ross, a l'oceà antàrtic, a 505 quilòmetres al nord-est del Cap Adare. (67° 22′ S, 179° 54′ O / 67.367°S,179.900°O)
- les Illes Shetland del Sud: un arxipèlag d'illes antàrtiques situades unes 120 km al nord de la Península Antàrtica; no tenen una sobirania ben establerta. (62° 0′ S, 58° 0′ O / 62.000°S,58.000°O)

### Fons oceànic
L'oceà Antàrtic és profund, de 4.000 a 5.000 metres a la majoria de la seva extensió, amb només àrees limitades d'aigües poc profundes. La plataforma continental antàrtica és generalment estreta i inusualment profunda, amb la vora a profunditats de 400 a 800 metres (la mitjana global és de 133 metres).
La profunditat màxima és de 7.235 metres, a la Fossa de les Illes Sandwich del Sud (60° 0′ S, 0° 24′ O / 60.000°S,0.400°O)

### Banquisa i corrents

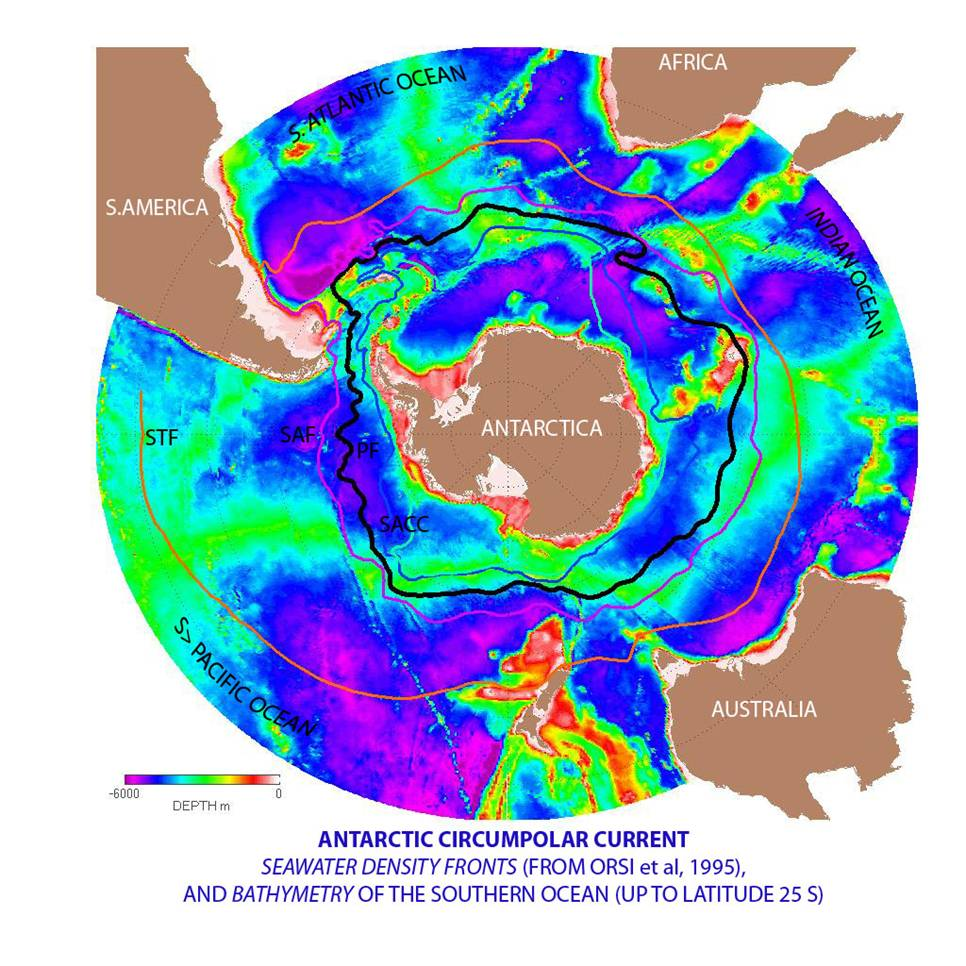
Corrent antàrtic circumpolar

La capa de gel antàrtica, al ritme de les estacions, creix des d'una mitjana mínima de 2,6 milions de quilòmetres quadrats al març fins a uns 18,8 milions de quilòmetres quadrats al setembre, més de 7 vegades en àrea. Uns quants processos que operen al llarg de la costa d'Antàrtida produeixen un tipus de masses oceàniques que no es troben enlloc més de l'hemisferi sud. Una d'aquestes és el Fons d'aigua antàrtica, molt freda, altament salina, i densa que es forma sota la banquisa.
El corrent antàrtic circumpolar, de 21.000 km de longitud, es mou perpètuament cap a l'est; és el corrent oceànic més fort, i transporta 130 milions de metres cúbics d'aigua per segon -100 vegades el flux de tots els rius del món, i l'únic que dona la volta al món sencer.

### Comparació amb l'oceà Àrtic
En molts aspectes, l'oceà Antàrtic és el contrari de l'oceà Àrtic, situat en l'extrem oposat de la Terra.
| Oceà Àrtic                                               | Oceà Antàrtic                                             |
| -------------------------------------------------------- | --------------------------------------------------------- |
| Envoltat per Euràsia i Amèrica del Nord                  | Envolta l'Antàrtida                                       |
| Oceà més calent modera el clima de les terres més fredes | Les masses de gel continental refreden i alimenten l'oceà |
| Els rius vessen aigua dolça a l'oceà                     | El desgel de glaceres li proporciona l'aigua dolça        |
| El gel es forma al centre de l'oceà                      | El gel es forma a la costa antàrtica                      |

### Efecte de ventilació
L'aigua antàrtica del fons (Antarctic bottom water en anglès, AABW) és la més densa, la més freda i la més oxigenada de totes les aigües dels oceans. Segons algunes opinions, cal considerar-la “la ventilació de les aigües profundes” de tot el món.

## Clima
Les temperatures de l'aigua varien entre els 10 °C i els -2 °C. Les tempestes ciclòniques viatgen cap a l'est a través del continent i sovint són intenses a causa del contrast de temperatura entre el gel i el mar obert. L'àrea d'oceà des d'aproximadament 40 graus de latitud sud fins al cercle polar antàrtic té els vents més forts de mitjana que es troben a la Terra. A l'hivern l'oceà es glaça cap enfora fins als 65 graus sud de latitud al sector Pacífic i els 55 graus al sector Atlàntic, amb les temperatures de superfície que baixen molt per sota dels 0 graus; a alguns punts costaners els vents intensos persistents de l'interior mantenen la línia de costa sense gel durant l'hivern.
La banquisa és el gel marí de prop d'un metre de fondària que es forma al voltant del continent antàrtic, i oscil·l'entre un mínim de 2,6 milions de quilòmetres quadrats al març a fins a un màxim de 18,8 milions de quilòmetres quadrats al setembre. El corrent circumpolar antàrtic, de 21.000 km de llargària, envolta completament l'Antàrtida i es mou de manera permanent ver l'est. És el corrent marí més gran del món, i porta 130 milions de metres cúbics d'aigua per segon, 100 vegades més que tots els rius a la Terra junts. Les onades poden ser molt elevades. Els icebergs antàrtics poden tenir mides imponents, arribant a uns quants quilòmetres, i són un perill per a la navegació.

## Recursos naturals
Jaciments de gas i de petroli probablement grans i possiblement enormes als marges continentals; nòduls de manganès; dipòsits de sorra i grava; pesca abundant. El gel que cobreix l'Antàrtida és la reserva més gran d'aigua dolça del món, amb gairebé un 81% del total. A l'oceà Antàrtic s'hi troben grans poblacions de krill i diverses espècies de peixos.

## Éssers vius

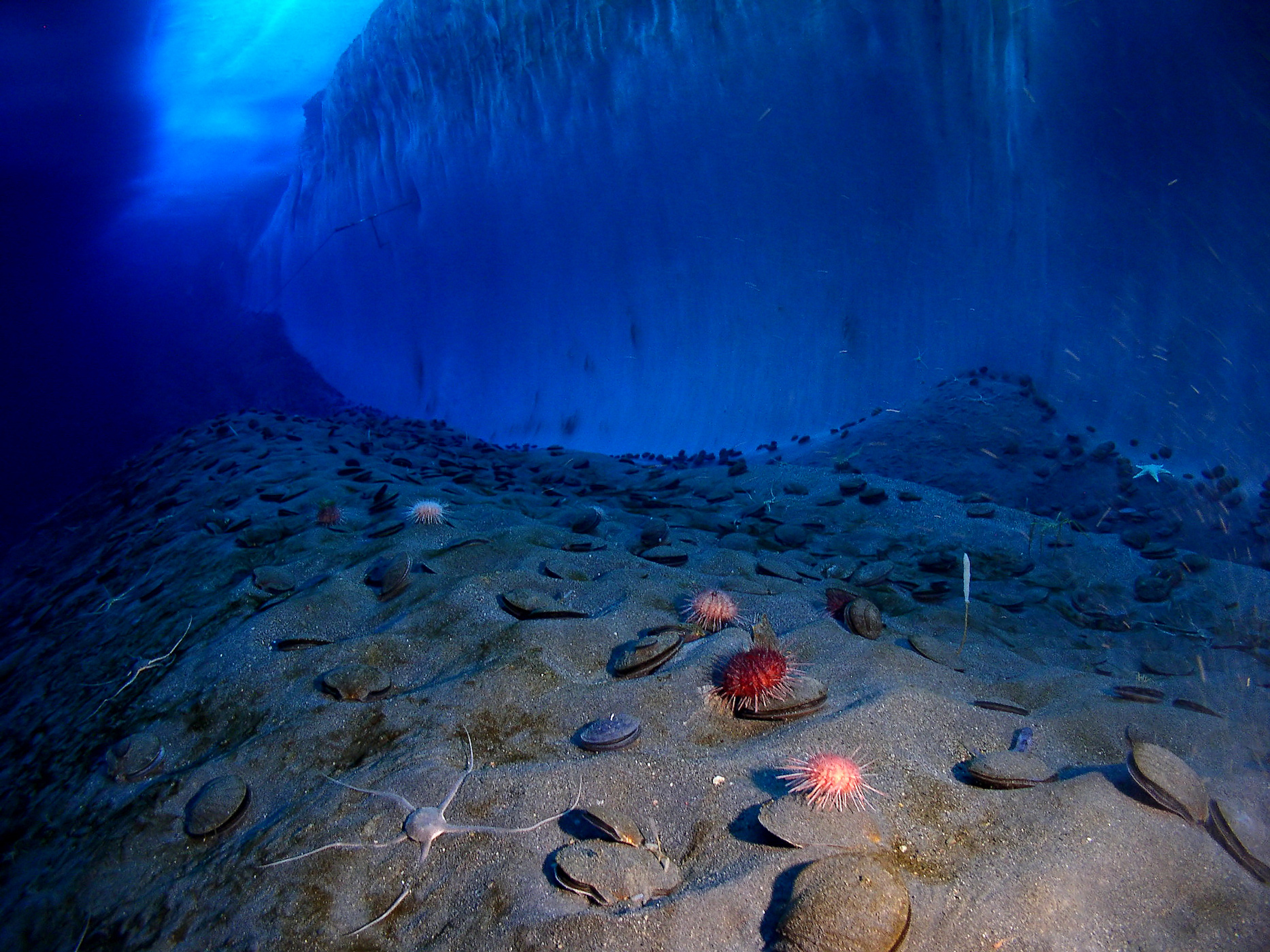
Fons marí sota la banquisa antàrtica

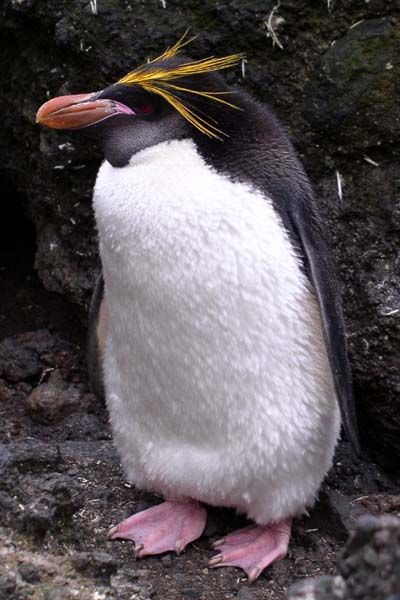
Pingüí de cresta daurada (Eudyptes chrysolophus)

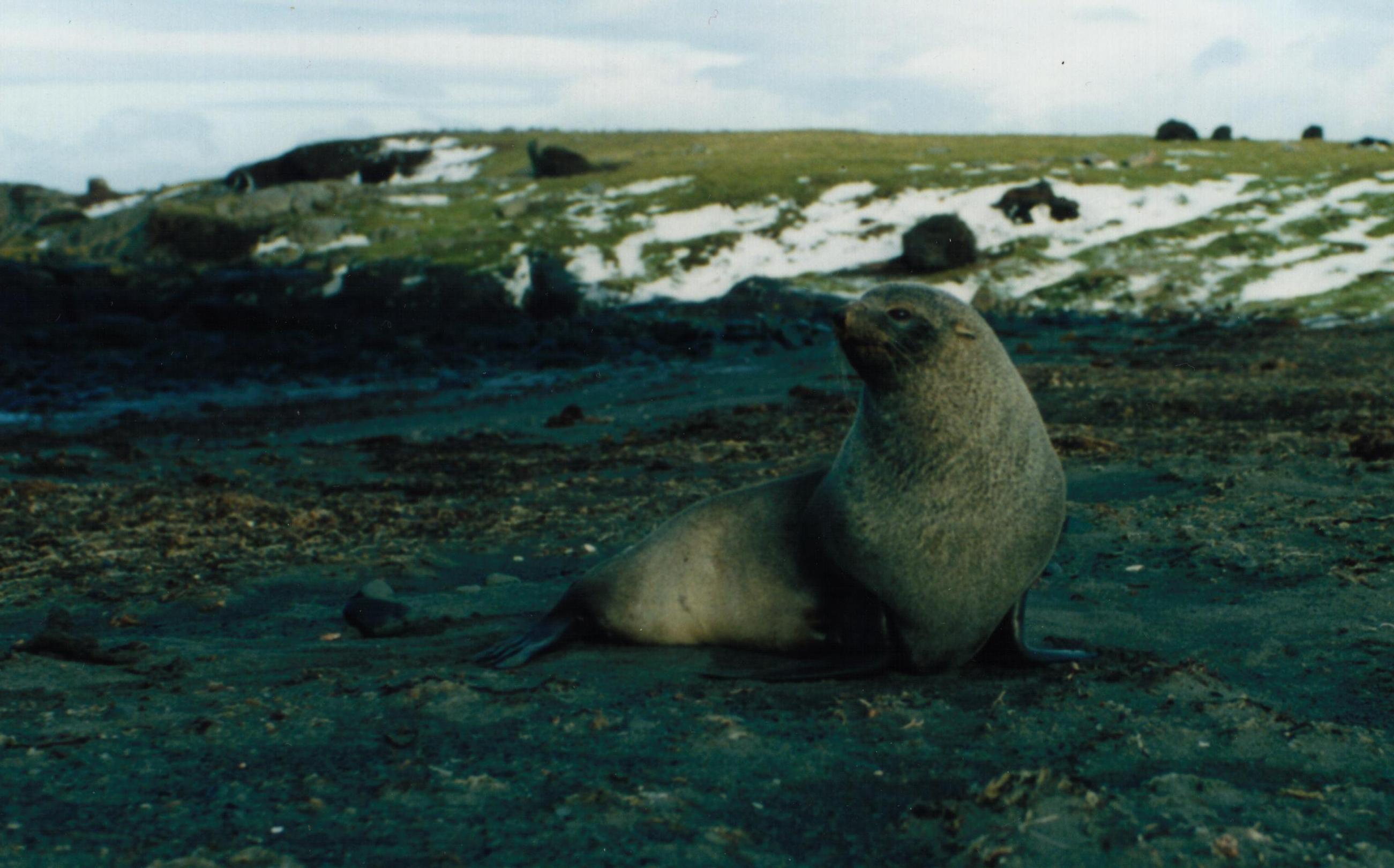
Mascle d'ós marí antàrtic (Arctocephalus gazella)

Hi té poques espècies d'animals i vegetals, però, en canvi, llurs poblacions hi són molt nombroses (especialment les d'esponges, les quals sembla que són tan abundants com en els mars de clima tropical). A més, hi podem trobar tant éssers molt petits (com ara, el fitoplàncton i el krill) com els més grossos que han existit mai al nostre planeta (el rorqual blau -Balaenoptera musculus-).

### Flora
Quant a la flora, els organismes autòtrofs marins n'hi són els únics representants: fitoplàncton i algues marines.

### Crustacis
Els crustacis eufausiacis (sobretot de l'espècie Euphausia superba) hi són l'element bàsic de la cadena alimentària, ja que s'alimenten de plàncton i ells mateixos són l'aliment bàsic de peixos, ocells, pinnípedes i cetacis.

### Peixos
Els peixos que hi trobem pertanyen a grups primitius, especialment al grup endèmic dels nototènids. Són peixos de clima polar que s'han adaptat molt bé a viure en ambients freds mitjançant la producció de molècules anticongelants, les quals impedeixen el creixement de cristalls de gel a l'interior de llurs cossos.

### Ocells
També acostumen a ésser endèmics d'aquest oceà. Així, hi ha diverses espècies de pingüins (com ara, el pingüí emperador -Aptenodytes forsteri-, el pingüí d'Adèlia -Pygoscelis adeliae-, el pingüí de corona blanca -Pygoscelis papua-, el pingüí de cara blanca -Pygoscelis antarctica-, el pingüí reial -Aptenodytes patagonicus-, Eudyptes chrysocome, el pingüí de cresta daurada -Eudyptes chrysolophus-, etc.), albatros (Diomedea), petrells (Procellaria, Oceanites), fulmars o petrells glacials (Fulmarus), corbs marins (Phalacrocorax), xatracs (Sterna) i paràsits (Stercorarius).

### Mamífers
N'hi destaquen les balenes (Balaena, Balaenoptera), les foques (Lobodon, Hydrurga), els lleons marins (Arctocephalus) i els elefants marins (Mirounga). Són ben adaptats a les fredes condicions ambientals antàrtiques perquè tenen una gruixuda capa de greix sota la pell o una capa de pelatge dens. D'entre els més representatius tenim la foca de Weddell (Leptonychotes weddellii), la foca de Ross (Ommatophoca rossii), la foca menjacrancs (Lobodon carcinophagus), la foca lleopard (Hydrurga leptonyx), l'elefant marí meridional (Mirounga leonina), l'ós marí antàrtic (Arctocephalus gazella), el rorqual blau (Balaenoptera musculus), el rorqual comú (Balaenoptera physalus), el rorqual boreal (Balaenoptera borealis), la balena franca comuna (Eubalaena australis), la balena amb gep (Megaptera novaeangliae), el rorqual d'aleta blanca (Balaenoptera acutorostrata), el zífid cap d'olla austral (Hyperoodon planifrons), el catxalot (Physeter macrocephalus), el zífid de quatre dents meridional (Berardius arnuxii) i el dofí de franja blanca (Lagenorhynchus cruciger), l'única espècie de dofí que habita aquestes aigües.
- nota: la població de foques (ara protegides) s'està recuperant després d'una sobreexplotació severa els segles xviii i xix.

## Perills naturals
Apareixen grans icebergs durant tot l'any, amb calats de bastants centenars de metres; petits blocs de gel i fragments d'iceberg; gel marí (generalment de 0,5 a 1 metre de gruix) amb variacions dinàmiques a curt termini i grans variacions anuals i interanuals que posen en perill els vaixells. A més la plataforma continental profunda està coberta de dipòsits glacials que varien molt en distàncies curtes.
Els mariners coneixen les latituds dels 40 als 70 graus sud com els "rugents quaranta", els "furiosos cinquanta" i els "grinyolants setanta", ja que els vents forts i les ones altes que es formen a tot el volt del globus terrestre sense cap impediment de les masses continentals. El glaç als vaixells, especialment de maig a octubre fa l'àrea encara més perillosa. A més a més, hi ha una manca de punts de socors i rescat per la llunyania de la regió.

## Medi ambient

### Forat de la capa d'ozó
La radiació solar ultraviolada resultant del forat de la capa d'ozó antàrtica dels darrers anys ha reduït la producció primària marina (fitoplàncton) en un 15%, aproximadament, i ha danyat l'ADN d'alguns peixos.

### Pesca il·legal
La pesca il·legal, no comunicada ni regulada en anys recents, especialment la pesca (moltes vegades per arrossegament) d'unes cinc a sis vegades (és una estimació) més de lluç austral que la pesca regulada; això també té com a resultat una mortalitat alta d'ocells marins.

### Escalfament global
En els últims temps un dels temes més vigents és el canvi global que s'està experimentant a causa del canvi climàtic. A l'Antàrtida el trencament i caiguda a l'oceà antàrtic de grans icebergs és un dels exemples més visibles dels efectes d'aquest canvi climàtic. I els científics estan debatent encara si aquests grans despreniments causen una gran pèrdua de massa gelada del continent, i si aquesta caiguda pot causar grans danys a un dels ecosistemes més ben preservats i antics de la Terra.

### Acords internacionals
L'oceà Antàrtic està subjecte a tots els acords internacionals sobre els oceans mundials. A més, està subjecte a acords específics de la regió: la Comissió Balenera Internacional, que prohibeix la pesca de balenes al sud dels 40 graus sud, i al sud dels 60 graus sud entre els 50 graus oest i els 130 graus oest]); la Convenció sobre la Conservació de Foques Antàrtiques, que limita la captura de foques; la Convenció sobre la Conservació de Recursos Marins Vivents de l'Antàrtida, que en regula la pesca.
- nota: moltes nacions prohibeixen l'exploració i explotació de recursos minerals al sud del front polar de la Convergència Antàrtica,[24] que és una línia fluctuant al mig del corrent antàrtic circumpolar i serveix de línia de divisió entre les aigües superficials molt fredes del pol i les aigües més càlides del nord. És la millor definició natural del límit septentrional de l'oceà Antàrtic. El front i el corrent s'estenen enterament al voltant de l'Antàrtida, arribant més avall dels 60 graus sud a prop de Nova Zelanda i a prop de 48 graus sud a la part més meridional de l'oceà Atlàntic, coincidint amb la màxima penetració dels vents contraalisis cap al sud.

## Història

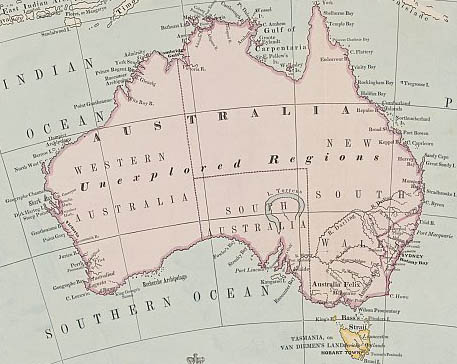
Mapa del 1863 que mostra l'oceà Antàrtic (Southern Ocean) estès fins a les costes d'Austràlia

La segona edició (1937) de Límits d'Oceans i Mars de l'IHO incloïa l'oceà Antàrtic; tanmateix, no apareixeria en la tercera edició (1953) a causa de la fluctuació dels seus límits hidrogràfics del nord amb les estacions i perquè els científics creien que un oceà s'hauria de definir com a "aigua envoltava per terra" no aigua que encerclava terra. Les oficines hidrogràfiques dels estats membres han definit els seus propis límits; el Regne Unit utilitza el paral·lel 55°S.
L'IHO s'enfrontà amb la mateixa qüestió en una enquesta de l'any 2000. De les 68 nacions de membres, 28 van respondre, i tots els van respondre afirmativament, excepte l'Argentina, a la proposta de definir un oceà nou. El nom Oceà del Sud va vèncer per 18 vots a l'alternativa Oceà Antàrtic (tot i així aquest nom és el més comú en moltes llengües). La meitat dels vots donaven suport al fet que el límit de l'oceà fos el paral·lel 60S (sense interrupcions de terra en aquesta latitud), i 14 vots per a unes altres definicions, principalment el paral·lel 50S i fins i tot algun per a límits molt septentrionals com el paral·lel 35S.
Unes altres fonts com la National Geographic Society continuen mostrant els oceans Atlàntic, Pacífic i Índic estenent-se fins a l'Antàrtida.
A Austràlia, les autoritats cartogràfiques defineixen l'Oceà Antàrtic incloent-hi tota la massa d'aigua entre l'Antàrtida i les costes del sud d'Austràlia i Nova Zelanda, encara que les autoritats de Nova Zelanda no segueixen generalment aquesta definició. Els mapes costaners de Tasmània i Austràlia Meridional anomenen el seu mar com a Southern Ocean, mentre que el Cap de Leeuwin a Austràlia Occidental és descrit com el punt en el qual es troben els oceans Índic i Antàrtic.

## Economia
Entre l'1 de juliol de 1998 i el 30 de juny de 1999 es van pescar 119.898 tones, el 85% de les quals era de krill i el 14% de lluç negre o lluç austral (Dissostichus eleginoides). Es van adoptar acords internacionals cap al final del 1999 per a reduir la pesca il·legal i no regulada, que a la temporada 1998-1999 va desembarcar de cinc a sis vegades més lluç austral que el regulat. A l'estiu antàrtic 1998-1999, 10.013 turistes, la majoria en vaixell, van visitar l'oceà Antàrtic i l'Antàrtida, i 9.604 l'any anterior.

## Ports

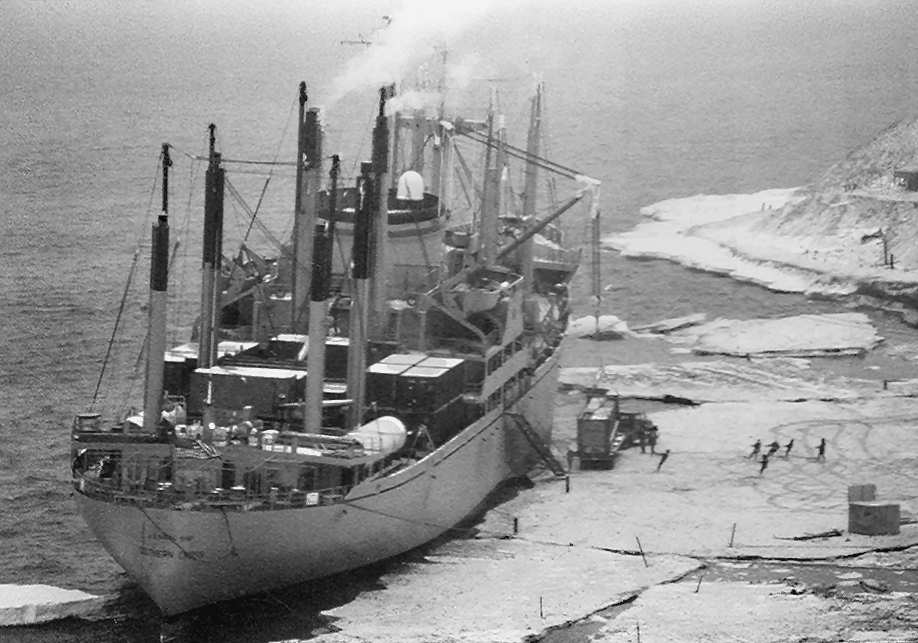
Les esquerdes greus en un moll de gel durant quatre temporades a la Base McMurdo va frenar les operacions de càrrega el 1983 i va demostrar ser un perill per a la seguretat.

Els principals ports operatius de la zona antàrtica inclouen els de la base Esperanza, l'estació Mawson, l'estació McMurdo, l'estació Palmer, estació Rotherala base Scott i diversos ancoratges aigües endins de l'oceà Antàrtic.
Hi ha pocs ports al sector sud de l'oceà Antàrtic; el gel en limita l'ús a curts períodes al pic de l'estiu; fins i tot així, a alguns no s'hi pot entrar sense l'escorta dels trencagels; la majoria de ports antàrtics estan operats per estacions de recerca governamentals i, excepte en cas d'emergència, no estan oberts a vaixells comercials o privats; els vaixells de qualsevol port a més de 60 graus sud estan subjectes a inspecció per part dels observadors del Tractat Antàrtic.
El port operatiu més meridional és el de l'estació de McMurdo 77° 50′ S, 166° 40′ E / 77.833°S,166.667°E. El personal de l'Operació Deep Freeze va construir el primer moll de gel a McMurdo el 1973.

## Transports i comunicacions

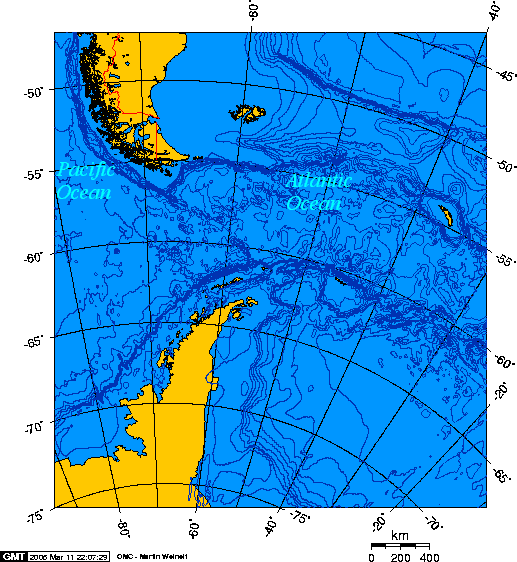
El Passatge Drake

El pas de Drake, entre el cap d'Hornos (a la punta meridional de l'Amèrica del Sud) i les illes Sandwich del Sud, ofereix un camí alternatiu al canal de Panamà.

## Disputes internacionals
El Tractat Antàrtic ajorna sine die qualsevol reclamació; diferents sectors (alguns dels quals en part se superposen) són reclamats per l'Argentina, Austràlia, França, Noruega, Nova Zelanda, el Regne Unit i Xile; la majoria de la resta de nacions (incloent-hi els Estats Units) no reconeixen les reclamacions marítimes d'altres estats sobirans i no n'han fet (encara que els EUA es reserven el dret de fer-ne); no s'han fet reclamacions formals en el sector comprès entre els 90 graus oest i els 150 graus oest.